# Wegneria lachanitis
Wegneria lachanitis är en fjärilsart som beskrevs av Edward Meyrick 1906. Wegneria lachanitis ingår i släktet Wegneria och familjen äkta malar.
Artens utbredningsområde är Sri Lanka. Inga underarter finns listade i Catalogue of Life.